# العلاقات التركية الهايتية
العلاقات التركية الهايتية هي العلاقات الثنائية التي تجمع بين تركيا وهايتي.

## مقارنة بين البلدين
هذه مقارنة عامة ومرجعية للدولتين:
| وجه المقارنة                                              | تركيا         | هايتي                                |
| --------------------------------------------------------- | ------------- | ------------------------------------ |
| المساحة (كم2)                                             | 783.56 ألف    | 27.75 ألف                            |
| عدد السكان (نسمة)                                         | 80.14 مليون   | 10.98 مليون                          |
| الكثافة السكانية (ن./كم²)                                 | 102.28        | 395.68                               |
| العاصمة                                                   | أنقرة         | بورت أو برانس                        |
| اللغة الرسمية                                             | اللغة التركية | لغة فرنسية، اللغة الكريولية الهايتية |
| العملة                                                    | ليرة تركية    | جوردة هايتية                         |
| الناتج المحلي الإجمالي (بليون دولار)                      | 851.10 مليار  | 8.41 مليار                           |
| الناتج المحلي الإجمالي (تعادل القوة الشرائية) بليون دولار | 1.57 تريليون  | 18.82 مليار                          |
| الناتج المحلي الإجمالي الاسمي للفرد دولار أمريكي          | 9.12 ألف      | 818                                  |
| الناتج المحلي الإجمالي للفرد دولار أمريكي                 | 19.79 ألف     | 1.73 ألف                             |
| مؤشر التنمية البشرية                                      | 0.761         | 0.483                                |
| رمز المكالمات الدولي                                      | +90           | +509                                 |
| رمز الإنترنت                                              | .tr           | .ht                                  |
| المنطقة الزمنية                                           | ت ع م+03:00   | 00                                   |

## منظمات دولية مشتركة
يشترك البلدان في عضوية مجموعة من المنظمات الدولية، منها:
| علم المنظمة | اسم المنظمة                               | تاريخ انضمام تركيا | تاريخ انضمام هايتي |
| ----------- | ----------------------------------------- | ------------------ | ------------------ |
|             | مؤسسة التنمية الدولية                     | 22 ديسمبر 1960     | 13 يونيو 1961      |
|             | يونسكو                                    | 4 نوفمبر 1946      | 18 نوفمبر 1946     |
|             | وكالة ضمان الاستثمار متعدد الأطراف        | 3 يونيو 1988       | 11 ديسمبر 1996     |
|             | الأمم المتحدة                             | 24 أكتوبر 1945     | 24 أكتوبر 1945     |
|             | الاتحاد البريدي العالمي                   | ?                  | ?                  |
|             | البنك الدولي للإنشاء والتعمير             | 11 مارس 1947       | 8 سبتمبر 1953      |
|             | الاتحاد الدولي للاتصالات                  | 1866               | 10 أكتوبر 1927     |
|             | منظمة حظر الأسلحة الكيميائية              | ?                  | ?                  |
|             | مؤسسة التمويل الدولية                     | 19 ديسمبر 1956     | 20 يوليو 1956      |
|             | المركز الدولي لتسوية المنازعات الاستشارية | 2 أبريل 1989       | 26 نوفمبر 2009     |
|             | منظمة التجارة العالمية                    | 26 مارس 1995       | ?                  |
|             | منظمة الشرطة الجنائية الدولية             | ?                  | ?                  |

## وصلات خارجية
- موقع وزارة الخارجية التركية
- موقع وزارة الخارجية الهايتية